# 魏六兒
魏六儿，隋末起义军领袖，淮阳郡人。
617年，李密攻克洛口仓，赵、魏以南，江、淮以北，群雄莫不响应，孟让、郝孝德、王德仁及济阴房献伯、上谷王君廓、长平李士才、淮阳魏六兒、李德謙、谯郡張遷、魏郡李文相、谯郡黑社、白社、济北張青特、上洛周比洮、胡驴贼等都归附李密。李密都把他们拜以官爵，使他们各领其众，设置百营簿来管理。